# Bombardier Canadair Regional Jet
Pour les articles homonymes, voir CRJ.

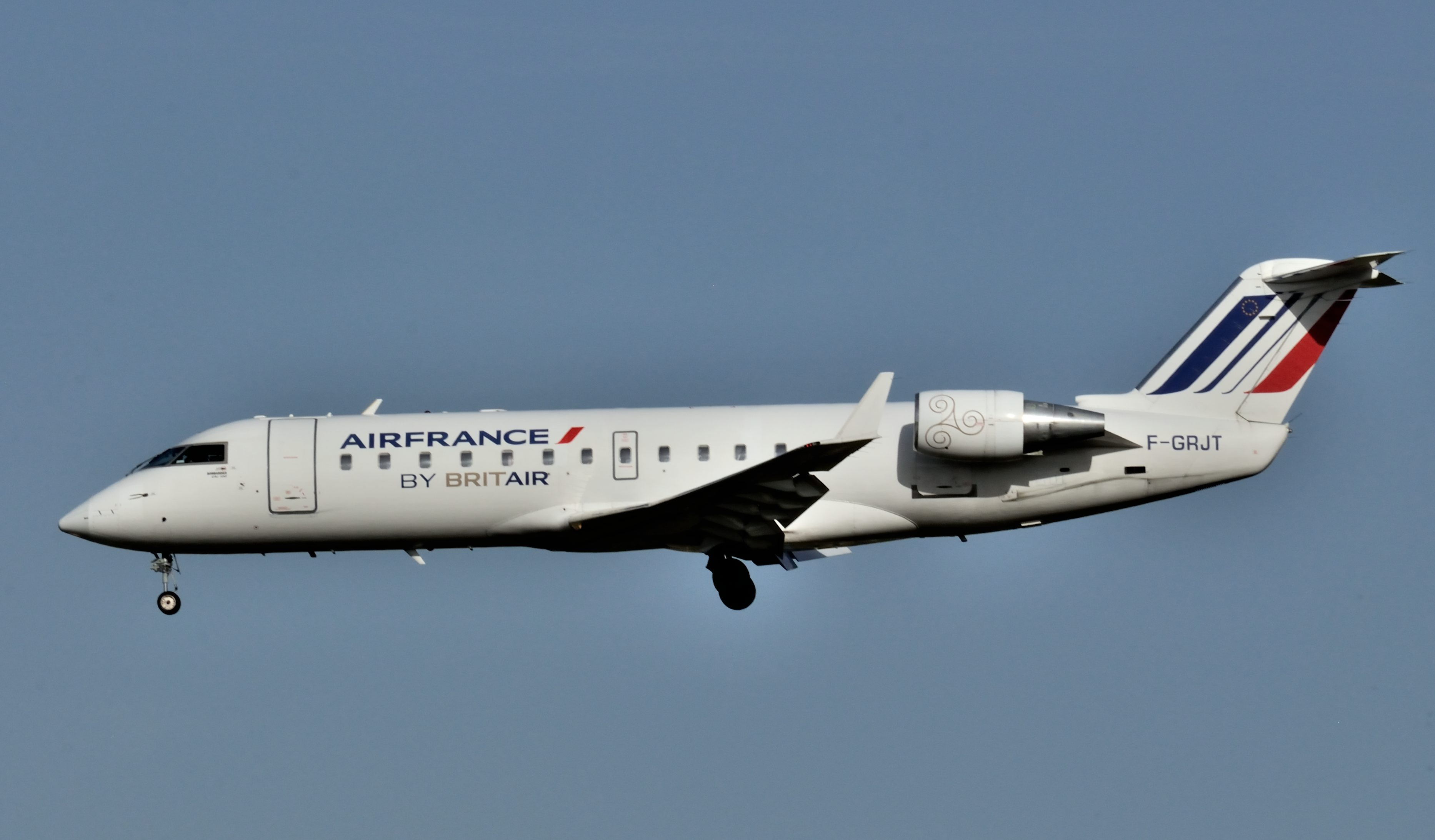
Bombardier CRJ-100 d'Air France.

Le Bombardier Canadair Regional Jet (CRJ) est un avion de transport régional à réaction civil conçu pour le transport régional par l'avionneur  canadien Bombardier Aéronautique. Avec cet avion, Bombardier inventait un nouveau concept de transport aérien : le jet régional. En 1992, le CRJ faisait son entrée en service. 1 945 avions CRJ ont été livrés à des exploitants petits et grands à travers le monde, le dernier le 26 février 2021 après le rachat des activités des jets régionaux de Bombardier par Mitsubishi Heavy Industries.

## Histoire
Le constructeur aéronautique Canadair avait acheté les droits d'un avion d'affaires de l'ancien président de Learjet et sorti celui-ci modifié sous le nom de Challenger 600 en 1980. La compagnie Bombardier achète Canadair au gouvernement canadien en 1986 après une difficile période économique. Elle entre ainsi dans le domaine de l'aviation après avoir été un constructeur d'autoneiges et de matériel de transport terrestre. Elle remet sur pied l'entreprise et lance le projet de construire un jet moyen courrier afin d'assurer le service entre les aéroports régionaux et les points de transfert principaux. Le projet prend le nom de Challenger 800 et est basé sur l'avion de Canadair. Cette dernière, devenue filiale, devient le maître d'œuvre et constructeur de l'appareil. Cependant, les pièces proviennent de plusieurs filiales de Bombardier, dont Short Brothers et Learjet, qui ont été achetées après Canadair.
Le premier CRJ-100 de 50 sièges est livré à Lufthansa en  1992, après son vol inaugural en mai 1991. Le premier client en France fut Air Littoral basé à Montpellier, puis Nice, qui faisait des vols de navette pour Air France. Son premier CRJ était immatriculé F-GNMN. Il était le no 3 de la chaîne de montage. En janvier 2003, le plus récent et le plus grand des membres de la famille nombreuse des CRJ, le Bombardier CRJ-900 de 86 sièges, a été livré à Mesa Airlines des États-Unis.
Le CRJ-1000 de 100 places a été annoncé le 18 février 2006, toujours basé sur le même modèle de base. Les livraisons ont commencé en décembre 2010 avec plusieurs mois de retard sur le calendrier initial. Tous les avions de la série CRJ sont donc des versions plus ou moins longues du même plan de base avec deux sièges de chaque côté de l'allée centrale. Cela signifie des avantages importants en ce qui concerne l'affectation des équipages : un modèle, quatre dimensions, pas de compromis.
En juin 2019, Bombardier annonce la vente de sa série CRJ à Mitsubishi Heavy Industries pour 550 millions de dollars. Le 26 février 2021, le 1945e et dernier CRJ, un CRJ 900, est livré à SkyWest Airlines.

## Modèles

### CRJ 200
L'année 1996 a marqué le lancement du Bombardier CRJ-200, le second de la série, avec des moteurs plus performants. Cet appareil peut accueillir jusqu'à 50 passagers dans une configuration standard et est offert en deux modèles, soient, ER et LR.
La vitesse que peut atteindre le CRJ-200 est de 860 km/h (soit Mach 0,81) et l'aéronef peut atteindre une altitude de croisière de 41 000 pieds. Les appareils sont équipés de moteurs General Electric CF34-8C1 de la série CF34. Certains appareils sont équipés de CF34-3B1 afin de pouvoir opérer dans des températures élevées et en haute altitude.
L'envergure de cet appareil est de 21,21 m et sa longueur est de 27,77 m.
La production du CRJ-200 s'est arrêtée en 2006.

#### CRJ200 ER
Aussi appelé "version à distance franchissable accrue" (ER pour "Extended Range"), le CRJ-200 ER a une capacité de 50 passagers et peut franchir 2 491 km. Sa masse maximale au décollage est plus importante, et passe à 23 133 kg.

#### CRJ200 LR

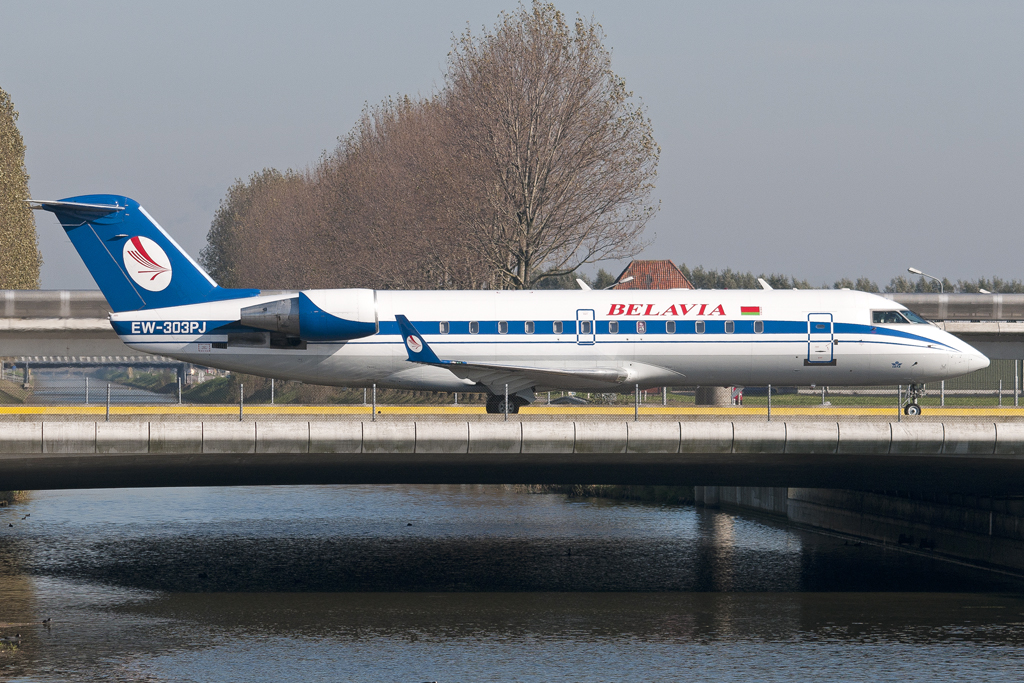
Bombardier CRJ200LR de la compagnie aérienne Belavia à Amsterdam

La version à grande distance franchissable (LR pour "Long Range") peut parcourir 3 148 km avec une masse maximale au décollage de 24 041 kg.
En mai 2005, Bombardier lance le Challenger 850, jet d'affaires basé sur le CRJ-200 LR qui, en fonction de l'aménagement de la cabine, peut accueillir jusqu'à 50 passagers. La production de CRJ-200 est ainsi relancée afin de répondre à la demande anticipée du Challenger 850.

### CRJ 700

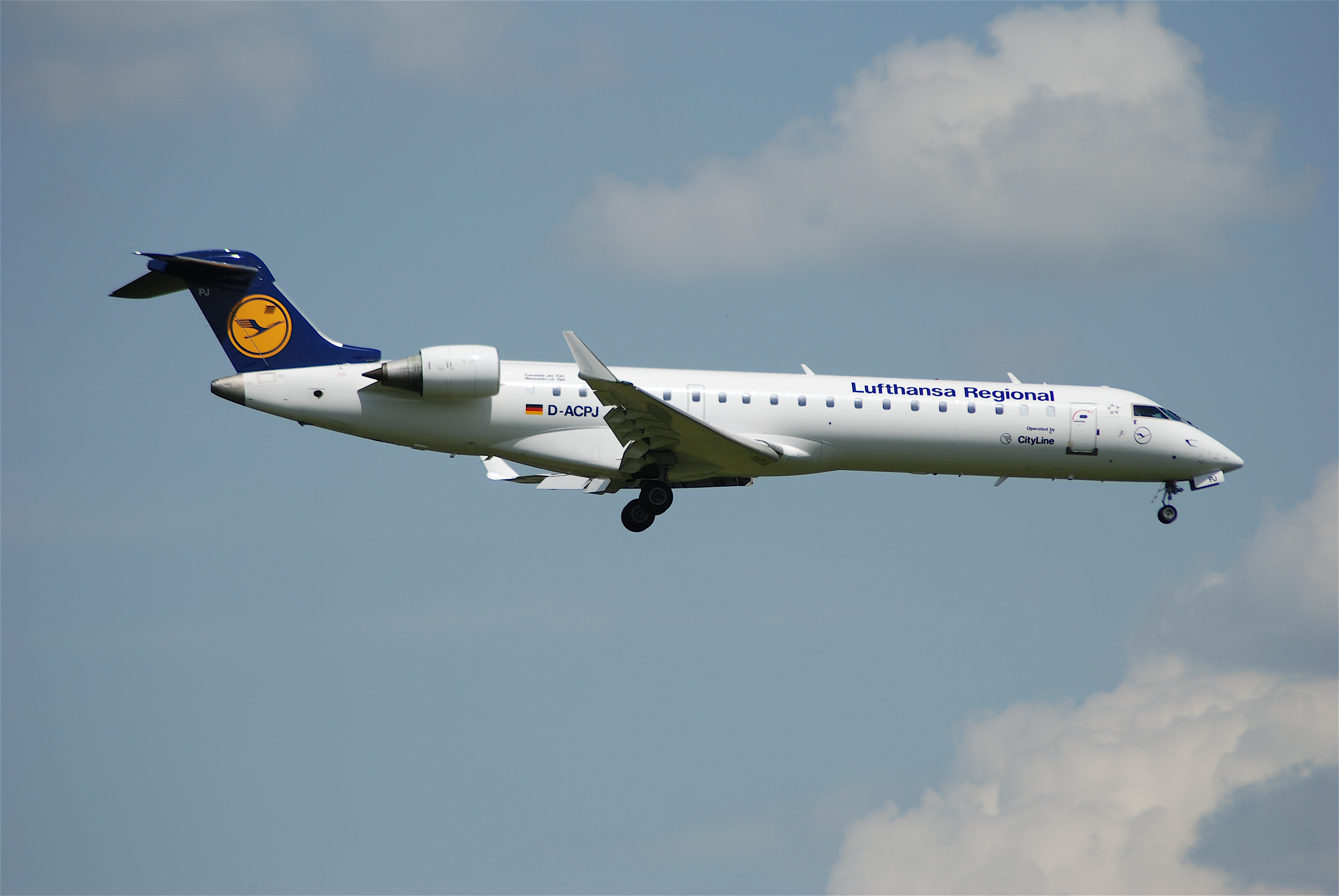
CRJ-700 de la Lufthansa en approche vers l'aéroport de Zurich.

Le travail de conception sur le CRJ-700 de Bombardier a commencé en 1995 et le programme a été officiellement lancé en janvier 1997. C'est un dérivé de 70 places étiré du CRJ-200 (le nombre de sièges varie de 66 à 78). Il présente une nouvelle aile avec des becs de bord et un fuselage allongé et légèrement élargi, ainsi qu'un plancher surbaissé. Il a fait son vol inaugural en mai 1999 et a été livré à son premier client, Brit Air/Air France, en janvier 2001. Il existe une version ER, pour Extended Range, avec un rayon d'action plus grand.
L'avion était initialement équipé de deux moteurs General Electric CF34-8C1. Ils sont désormais équipés avec le modèle CF34-8C5, qui est essentiellement une amélioration du précédent. La plupart des compagnies aériennes ont remplacé les anciens moteurs avec le modèle plus récent. La vitesse maximale est de Mach 0,825 (876 km/h) à une altitude maximale de 12 497 m. Selon la charge utile, le CRJ-700 peut parcourir jusqu'à 3 620 km avec les moteurs d'origine et les nouveaux permettent jusqu'à 4 660 km. Ses dimensions sont :
- Longueur : 32,3 m
- Envergure : 23,2 m
- Surface alaire : 70,6 m2

### CRJ 705

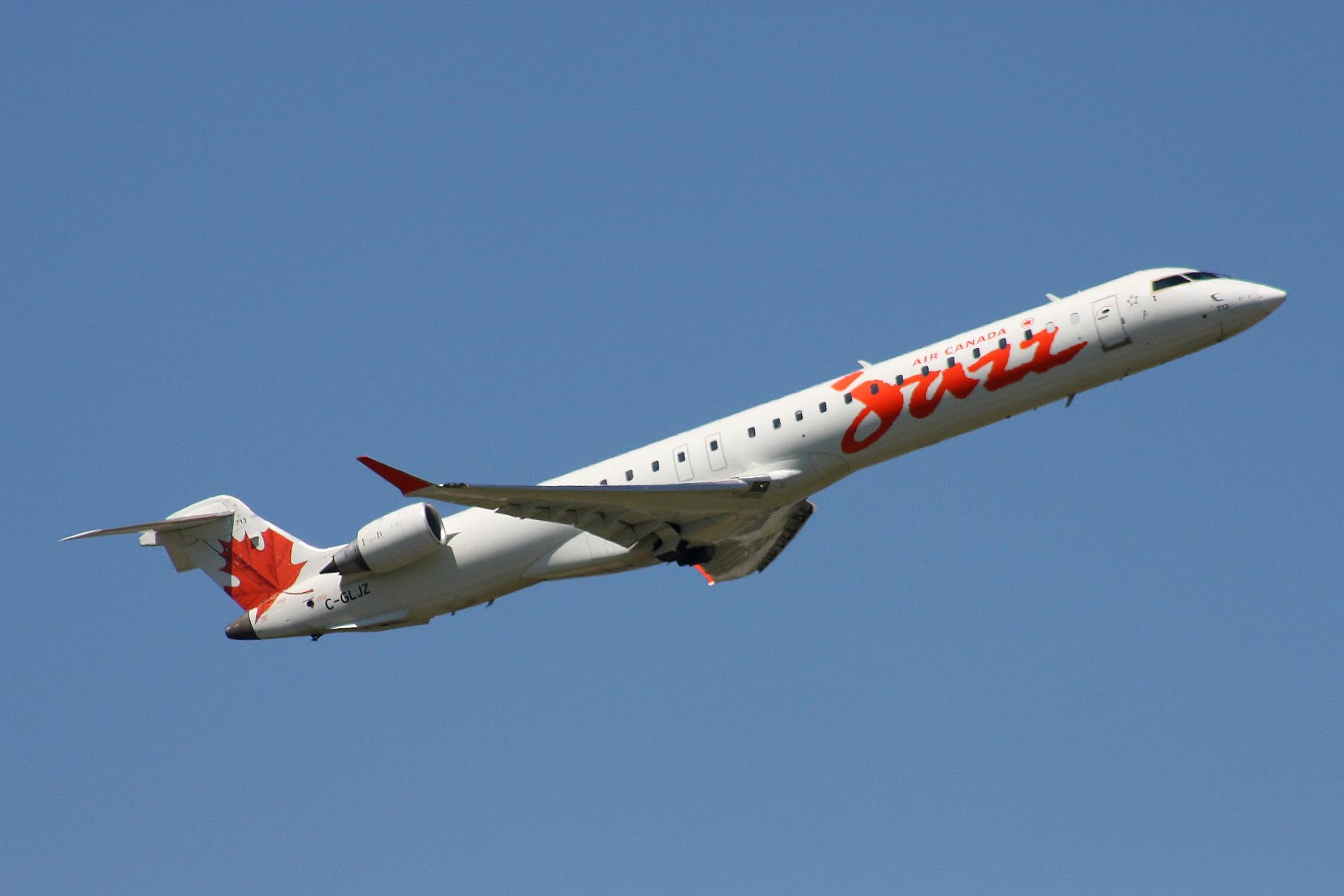
Un CRJ-705 de Jazz Air.

Un autre produit dérivé du CRJ-900, le CRJ-705 grand confort de 75 places, a été annoncé en mars 2005. Cet appareil est le seul qui offre une configuration avec 10 sièges de première classe.

### CRJ 900

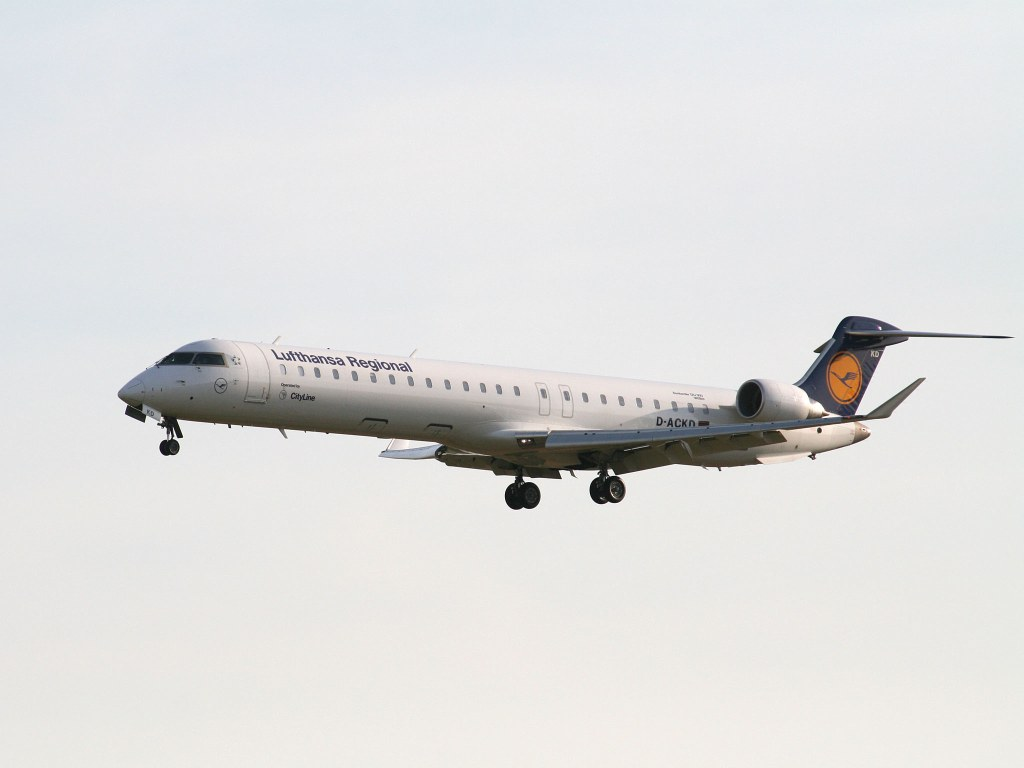
CRJ-900 de la Lufthansa.

Le CRJ-900 est un biréacteur construit par Bombardier et d'une capacité de 90 places. C'est une version allongée du CRJ-700 de 70 places, avec deux sections de fuselage supplémentaires, l'une à l'avant et l'autre à l'arrière de la section centrale. Les moteurs offrent 5 % de puissance supplémentaire, le train d'atterrissage principal est renforcé avec des roues et des freins améliorés. Deux sorties de secours ont été ajoutées au-dessus des ailes.
En 2007, Bombardier a lancé le programme CRJ-900 NextGen pour mettre à jour cet appareil. La série CRJ-705 (une variante du CRJ-700) est un dérivé du CRJ-900 où il y a une classe affaire et un nombre de sièges moindre. Elle est destinée aux transporteurs régionaux. Le CRJ-900 est en compétition avec des appareils comme le Embraer 175.

### CRJ 1000

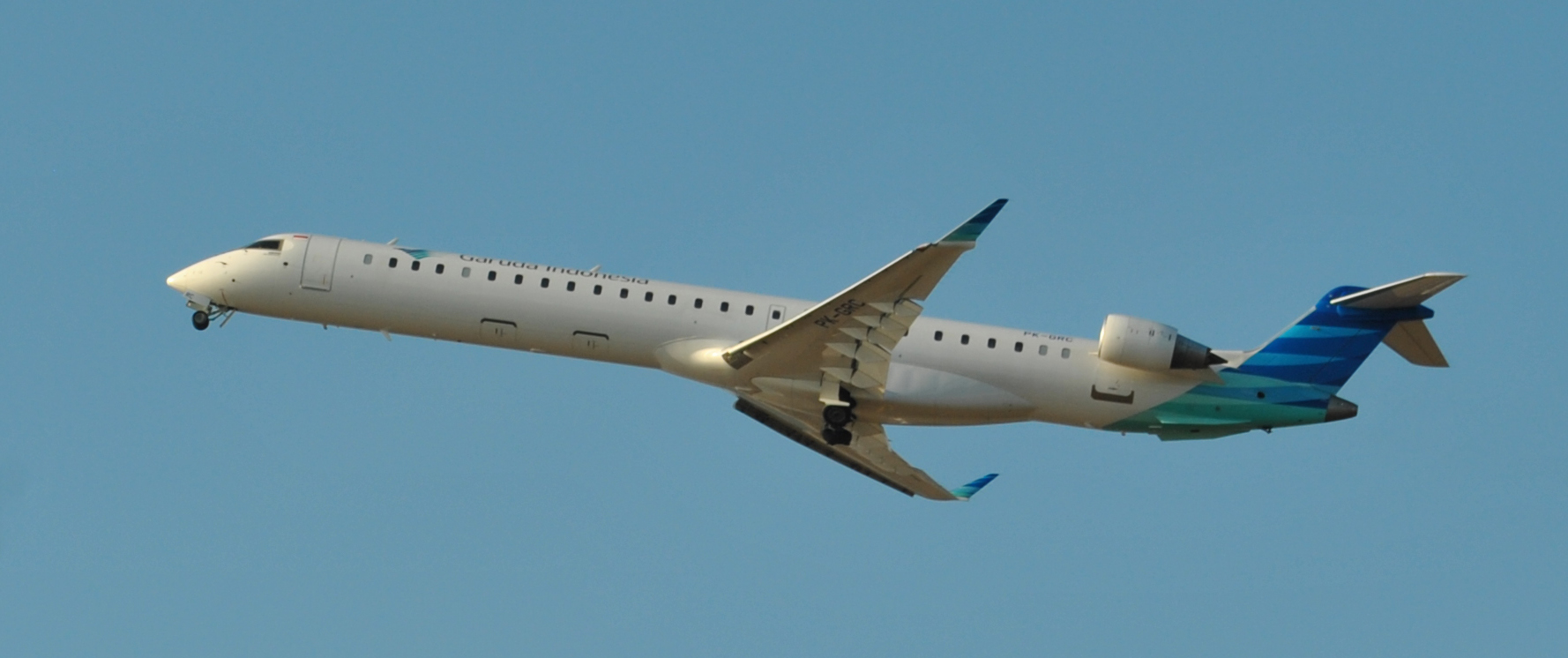
Bombardier CRJ 1000 NexGen de Garuda Indonesia

Le 19 février 2007, Bombardier a lancé le programme CRJ-1000, antérieurement nommé CRJ-900X. Il s'agit d'un allongement du CRJ-900 à 100 sièges. Le premier vol a eu lieu le 3 septembre 2008 au centre d'assemblage de Mirabel. Piloté par Jacques Thibaudeau, l'appareil a atteint 480 km/h et 9 150 m durant ce vol de 2 h 25 min, dans un vol avec volets ouverts, avant de rejoindre Wichita (Kansas) pour compléter les tests de certification de vol. L'entrée en service fut prévue pour la fin de 2009. La publicité de Bombardier mentionne de meilleures performances et un plus grand profit par place que le E190 d'Embraer ainsi qu'une réduction de 30 % des émissions polluantes des appareils similaires. MyAir a déjà commandé 15 CRJ-1000.
Atlasjet a également montré de l'intérêt.
Le 14 juin 2009, Bombardier Aéronautique annonce une commande de 793 millions USD pour 15 CRJ-1000 NextGen avec la compagnie aérienne espagnole Air Nostrum,.
Le 21 juin 2012, la société annonce une commande de 12 CRJ-1000 pour la somme d'environ 600 millions $ CA par une filiale de Nordic Aviation Capital (da).

## Caractéristiques
| Versions                                                         | CRJ-100ER/LR                      | CRJ-200ER/LR                      | CRJ-700 (Série 701)               | CRJ-700 (Série 705)               | CRJ-900                           | CRJ-1000 (Entrée en service en 2010) |
| ---------------------------------------------------------------- | --------------------------------- | --------------------------------- | --------------------------------- | --------------------------------- | --------------------------------- | ------------------------------------ |
| Longueur Voilure Hauteur (Mètres)                                | 27,77 21,21 6,22                  | 27,77 21,21 6,22                  | 32,51 23,24 7,57                  | 36,40 24,85 7,51                  | 36,40 24,85 7,51                  | 39,13 26,18 7,13                     |
| Moteurs (GE) Poussée au décollage Poussée maximale (Kilo Newton) | GE CF34-3Aq (2) 38,83 41,01       | GE CF34-3B1 (2) 38,83 41,01       | GE CF34-8C1 (2) 56,4 61,3         | GE CF34-8C5 (2) 58,4 63,4         | GE CF34-8C5 (2) 58,4 63,4         | GE CF34-8C5A1 (2) 60,63              |
| Masse à vide Charge utile (Kilogrammes)                          | 19 958 6 124                      | 19 958 6 124                      | 19 731 8 528                      | 21 433 10 318                     | 21 433 10 318                     | 23 179 11 975                        |
| Rayon d’action (Kilomètres)                                      | ER: 3 000 km LR: 3 710            | ER: 3 045 km LR: 3 713            | 3 121 km ER: 3 676                | 3 591 km ER/LR: 3 773 km          | 2 956 ER: 3 408 km LR: 3 660      | 2 761 km ER: 3 131                   |
| Vitesse de croisière                                             | Mach 0,78 [809 km/h] (955 au sol) | Mach 0,78 [809 km/h] (955 au sol) | Mach 0,78 [809 km/h] (955 au sol) | Mach 0,78 [809 km/h] (955 au sol) | Mach 0,80 [838 km/h] (980 au sol) | Mach 0,82 [876 km/h] (1 004 au sol)  |
| Plafond de vol                                                   | 12,496 m (41 000 pieds)           | 12,496 m (41 000 pieds)           | 12,496 m (41 000 pieds)           | 12,496 m (41 000 pieds)           | 12,496 m (41 000 pieds)           | 12,496 m (41 000 pieds)              |
| Nombre de sièges                                                 | 50                                | 50                                | 70                                | 75                                | 86                                | 100 à 104                            |
| Nombre de commandes                                              |                                   | 1054                              | 253                               | 168                               | 168                               | 38 23 Options                        |
| Date de certification                                            |                                   | Juillet 1992                      | Décembre 2000                     | Septembre 2002                    | Septembre 2002                    | dernier trimestre de 2009            |

## Utilisateurs
Au 31 mars 2019, 1 899 CRJ de différentes séries (dont 33 challenger 800) font partie des flottes des compagnies aériennes suivantes (liste non exhaustive) :
| Amérique du Nord                                     | Europe                  | Asie               | Afrique                       |
| ---------------------------------------------------- | ----------------------- | ------------------ | ----------------------------- |
| Air Wisconsin                                        | Air Nostrum             | GMG Airlines       | Arik Air                      |
| Mesaba Airlines                                      | Atlasjet                | Air Sahara         | Libyan Airlines LN            |
| Pinnacle Airlines                                    | Lufthansa               | J-Air              | Tunisair Express              |
| Compass Airlines (filiale de Northwest Airlines)     | Air One                 | Hong Kong Airlines | Air Burkina                   |
| Republic Airways Holdings (en) (Chautauqua Airlines) | Air France Hop          | Air Mekong         | Air Mali                      |
| Air Canada Jazz                                      | Adria Airways           | Air India          | Rwandair Express              |
| Harmony Airways                                      | MAT Macedonian Airlines | Garuda Indonesia   | South African Express Airways |
| Comair Inc.                                          | MyAir                   |                    |                               |
| Mesa Airlines                                        | Belavia                 |                    |                               |
| Horizon Air                                          | Armavia                 |                    |                               |
| SkyWest (Atlantic Southeast Airlines)                |                         |                    |                               |
| Delta Air Lines                                      |                         |                    |                               |
| Air Georgian                                         |                         |                    |                               |

## Accidents
| Date             | Lieu                                  | Modèle    | Numéro de série Immatriculation | Opérateur                                 | Nombre de victimes | Causes |
| ---------------- | ------------------------------------- | --------- | ------------------------------- | ----------------------------------------- | ------------------ | --- |
| 26 juillet 1993  | Byers                                 | CRJ-100   | 7001 (C-FCRJ)                   | Bombardier Aerospace                      | 3/3                | Au cours d'un vol d'essai, une manœuvre mal préparée cause le crash de l'avion. |
| 22 juin 2003     | Aéroport de Brest-Bretagne            | CRJ-100ER | 7377 (F-GRJS)                   | Brit Air                                  | 1/24               | Lors du vol 5672 Air France, l'avion s'écrase à cause d'une erreur de pilotage pendant l'approche. |
| 14 octobre 2004  | Jefferson City                        | CRJ-200LR | 7396 (N8396A)                   | Northwest Airlink                         | 2/2                | Lors du vol Pinnacle Airlines 3701, l'équipage n'appliquait pas les procédures standards ce qui provoqua un décrochage de l'appareil. |
| 21 novembre 2004 | Baotou                                | CRJ-200LR | 7697 (B-3072)                   | China Yunnan Airlines                     | 53/53 + 2          | Lors du Vol China Eastern Airlines 5210, de la glace se forme sur les ailes ce qui provoque le décrochage de l'avion. |
| 27 août 2006     | Aéroport de Blue Grass (en)           | CRJ-100ER | 7472 (N431CA)                   | Delta Connection                          | 49/50              | L'équipage s'est perdu sur les pistes de l'aéroport et a tenté de décoller de la mauvaise piste, en vain. (Vol Comair 5191) |
| 12 novembre 2009 | Aéroport de Kigali                    | CRJ-100ER | 7197 (5Y-JLD)                   | Rwandair Express                          | 1/15               | Alors que l'appareil ne devait en principe plus bouger après son atterrissage, il se mit soudainement à accélérer et percuta le bâtiment des VIP de l'aéroport. |
| 4 avril 2011     | Aéroport international de Ndjili      | CRJ-100ER | 7070 (4L-GAE)                   | Organisation des Nations unies            | 32/33              | L'avion s'écrase lors de l'atterrissage, à cause des mauvaises conditions météo (Vol Georgian Airways 834). |
| 17 juillet 2012  | Aéroport municipal de St. George (en) | CRJ-200ER | 7507 (N865AS)                   | SkyWest Airlines                          | 1/1                | Un pilote ayant tué au préalable sa petite amie vole l'avion, commence à rouler sur la taxi way mais termine sa course dans un parking. Le pilote se suicide ensuite dans la cabine. |
| 29 janvier 2013  | Aéroport international d'Almaty       | CRJ-200ER | 7413 (UP-CJ006)                 | SCAT Airlines                             | 21/21              | Divers manquements aux procédures d'approche aux instruments causèrent le crash de l'appareil. (Vol 760 SCAT Airlines) |
| 8 janvier 2016   | Oajevágge                             | CRJ-200PF | 7010 (SE-DUX)                   | West Air Sweden                           | 2/2                | L'inexistence de procédure en cas de panne dans un système redondant provoquèrent le crash de l'avion. (Vol West Air Sweden 294) |
| 29 janvier 2025  | 🇺🇸Fleuve de Potomac, Washington       | CRJ-700   | N709PS                          | PSA airlines (avion de American Airlines) | 64 /64             | Vers 21h00 heure locale (02h00 GMT) mercredi, un avion de PSA Airlines opérant sous le nom d'American Airlines 5342 est entré en collision avec un hélicoptère de l'armée américaine alors qu'il approchait de l'aéroport national Ronald Reagan de Washington, L'avion s'est brisé en plusieurs morceaux et s'est enfoncé de plusieurs mètres dans la rivière, tandis que l'hélicoptère s'est retrouvé à l'envers sur l'eau. Il y a aucun survivant dans les deux appareils.Dans l'avion, il y a 64 personnes à bord et dans d'hélicoptère, il y a trois personnes à bord. |

## CSeries (Airbus A220)
Un projet de jet de plus de cent places, qui avait été mis en attente, renaît sous le nom de projet de CSeries en juillet 2004. Il s'agit d'une toute nouvelle famille de jets de 110 à 149 passagers de conception différente des précédents. On y retrouverait une configuration 2-3, au lieu de 2-2, des sièges.
Il est équipé de winglets en bout d'aile, ce qui diminue la traînée induite due aux turbulences de sillage et donc réduit la consommation. Avec ce nouvel appareil, Bombardier entrerait dans un nouveau créneau de vente, soit celui occupé par Boeing et Airbus. La compagnie espérait introduire ce nouveau produit en 2010 et a donc commencé à sonder le marché pour des clients potentiels en mars 2005. En mai 2005, Bombardier obtenait un accord de financement par les gouvernements du Québec, du Canada et du Royaume-Uni pour ce projet. Les pièces seraient produites chez Canadair de Montréal et Short Brothers de Belfast. L'endroit pour l'assemblage final n'était pas encore déterminé mais la compagnie a déjà des installations du genre près de l'aéroport international Montréal-Mirabel, au nord de Montréal, qui étaient le lieu le plus probable.
Cependant, la demande ne s'est pas matérialisée aussi vite que prévu et Bombardier a retardé à janvier 2006 le lancement du programme. Elle laisse environ cinquante employés à sa promotion et développement et en déplace trois cents vers d'autres projets de turbopropulsés et de jets d'affaire,
La mise en service se fait en 2016 mais à la suite de la prise de position majoritaire sur le programme par Airbus, celui-ci est renommé Airbus A220 en 2018.